# Bílá vdova (marihuana)

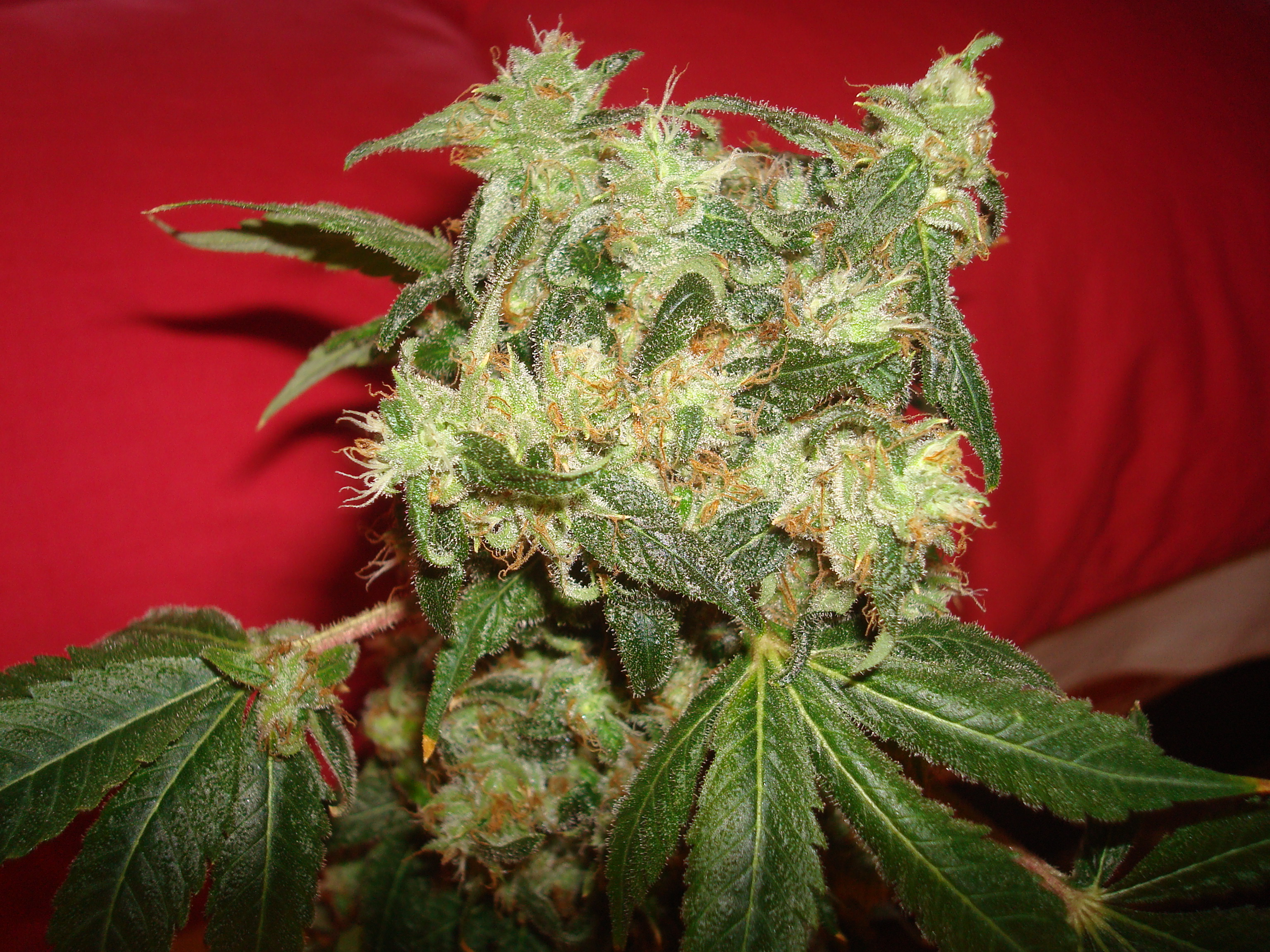

Bílá vdova, též známá jako White Widow, je nizozemskou odrůdou marihuany. Původní bílá vdova vznikla na základě květiny z Brazílie a opylováním hybridem z Indie. Tato odrůda vznikla v 90. letech a rozšířila se po celém světě díky nenáročnému pěstovaní a velkému výnosu (cca 60-65g na rostlinu = 400g na metr čtvereční). Rostlina tedy jde pěstovat i outdoor a proto se pěstuje i v Česku a státech severní Evropy.